# Koleba w Rachowcu
Koleba w Rachowcu – schronisko na wzniesieniu Rachowiec w miejscowości Kusięta w województwie śląskim, w powiecie częstochowskim, w gminie Olsztyn. Pod względem geograficznym jest to obszar Wyżyny Mirowsko-Olsztyńskiej w obrębie Wyżyny Częstochowskiej. 

## Opis
Koleba znajduje się 10 m na północ od skały Kurpatwa na skraju leszczynowo-grabowego zagajnika. Teren prywatnej posesji, na której się znajduje został ogrodzony wysoką siatką i koleba znajduje się wewnątrz ogrodzenia.
Koleba utworzona jest przez duży blok skalny leżący na kilku mniejszych. Ma wysokość 2 m i jest nieco pochylona ku zachodowi. Składa się z dwóch niskich, lecz obszernych komór o wysokości od 0,5 do 2 m. Powstała w późnojurajskich wapieniach skalistych. Jest widna i sucha.  Jej namulisko składa się z próchnicy z dużą ilością wapiennego gruzu
Kolebę w Rachowcu opisał w lipcu 2008 r. J. Zygmunt. On też sporządził jej plan.
W pobliżu Koleby w Rachowcu rośnie rzadki w Polsce gatunek krzewu – kłokoczka południowa Staphylea pinnata. Jej stanowisko tutaj znajduje się na północnym krańcu zasięgu tego gatunku. W skale Kuropatwa tuż po południowej stronie Koleby w Rachowcu znajduje się Okap w Rachowcu, a w skale ukrytej w leszczynowo-grabowym zagajniku z tyłu Kuropatwy jest Schronisko w Rachowcu.

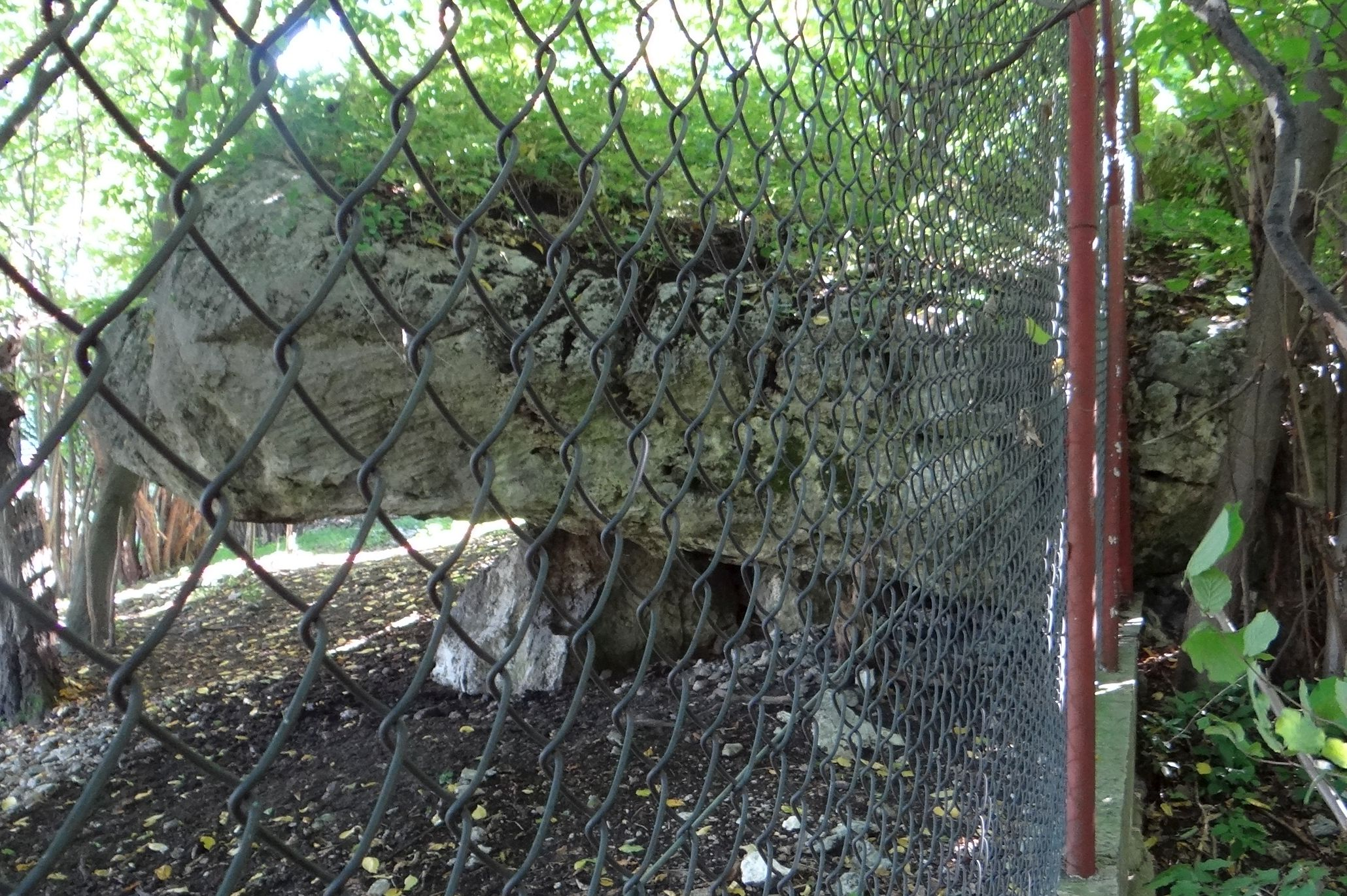
Koleba w Rachowcu
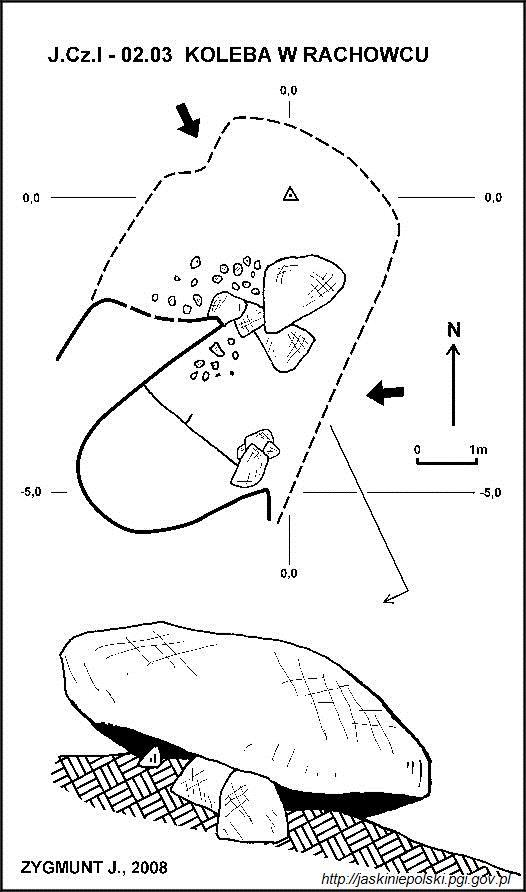
Plan